# Pierluigi Pairetto
Pierluigi Pairetto (* 15. Juli 1952 in Turin) ist ein ehemaliger italienischer Fußballschiedsrichter.

## Werdegang
Pairetto pfiff seine erste Serie-A-Partie im Jahr 1981. Bei der Fußball-Europameisterschaft 1992 in Schweden leitete er das Gruppenspiel Niederlande gegen Deutschland, das Holland mit 3:1 gewann. Im Rahmen der Fußball-Weltmeisterschaft 1994 in den USA pfiff der Italiener das Achtelfinale zwischen Rumänien und Argentinien (3:2). Bei der EM 1996 in England leitete Pairetto die Partie Schottland gegen England (0:2) und das Endspiel zwischen Deutschland und Tschechien im Londoner Wembley-Stadion, das Deutschland nach einem Golden Goal von Oliver Bierhoff mit 2:1 gewann.
Außerdem leitete der Italiener auch das Finale im Europapokal der Pokalsieger 1995/96, in dem sich Paris Saint-Germain und der SK Rapid Wien gegenüberstanden. Die Partie endete 1:0 für die Franzosen.
Als Schiedsrichterchef in Italien war Pairetto in den Fußball-Skandal in Italien 2005/06 verwickelt und wurde in der Folge für zweieinhalb Jahre gesperrt.
Pairettos Sohn Luca ist ebenfalls Schiedsrichter und leitet seit 2016 Spiele in Italiens höchster Spielklasse. Sein Sohn Alberto arbeitet im Management des Fußballklubs Juventus Turin.